# Cotarsina gracilis
Cotarsina gracilis är en fjärilsart som beskrevs av Köhler 1961. Cotarsina gracilis ingår i släktet Cotarsina och familjen nattflyn. Inga underarter finns listade i Catalogue of Life.